# ستارة

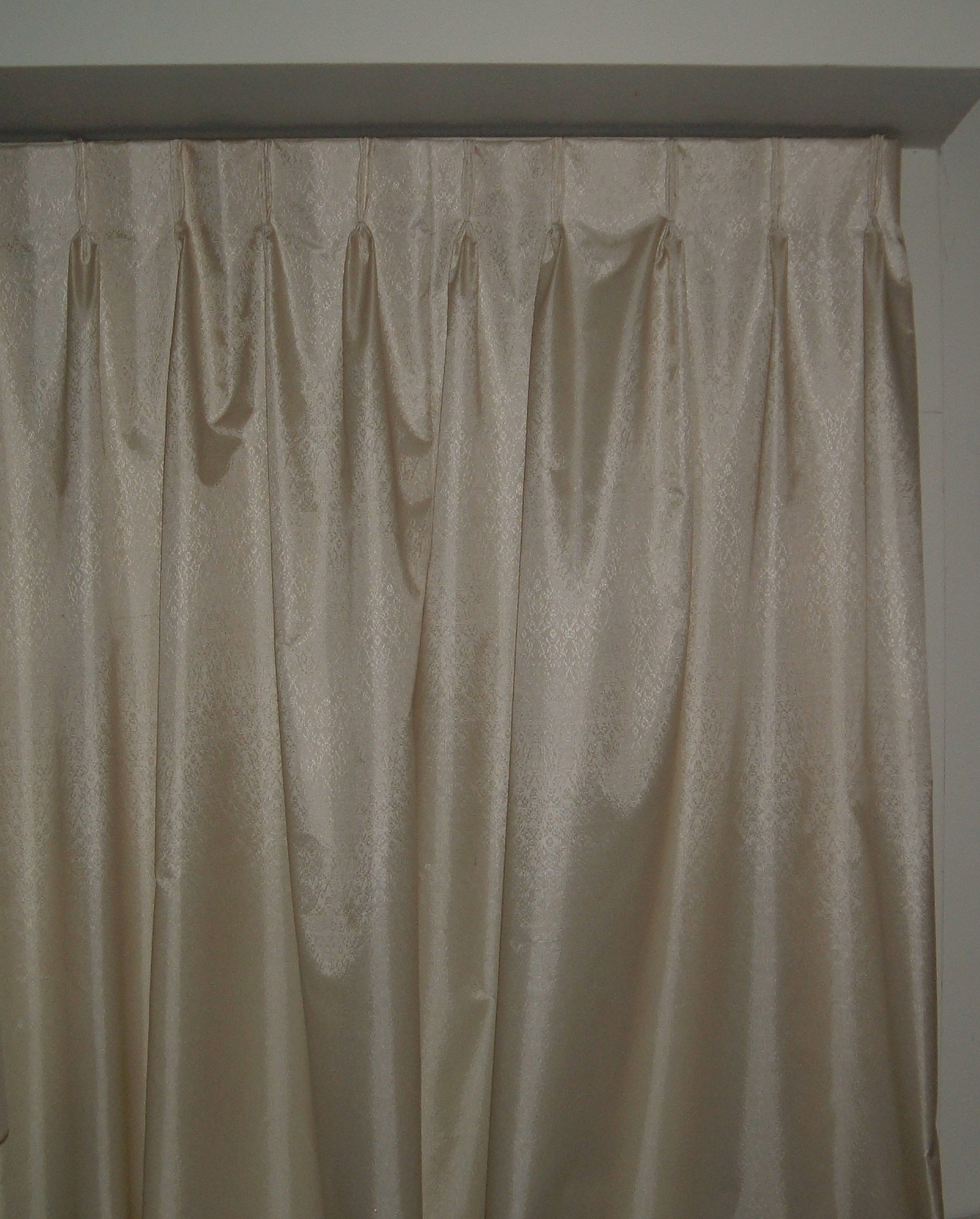
ستارة منزلية.

الستارة (الجمع: سِتارات، سَتائِر) هي قطعة من القماش تسدل على نوافذ البيوت وأبوابه حجبًا للنظر أو اتقاءً للشمس، وتستعمل أيضًا لأغراض الزينة، تيارات الهواء أو الماء كما في ستائر المروش. و الأهم من ذلك لحماية خصوصية المكان من الناس في الخارج. ويُقال لها بالعامية برداية وجمعها برادي.

## التحكم بالضوء والعزل
تصنَّع الستائر من مجموعة متنوعة من الأقمشة السميكة، لكل منها درجة مختلفة من تخفيف الإضاءة الناتجة من الخارج الضوء؛ وللتحكم في درجة الضوء، يجب أن تكون الستارة واسعة بحيث تغطي النافذة بالكامل، لكنها عادة ما تستخدم فقط للزينة وتجعل الغرف أكثر جمالًا.

## الستائر التجارية

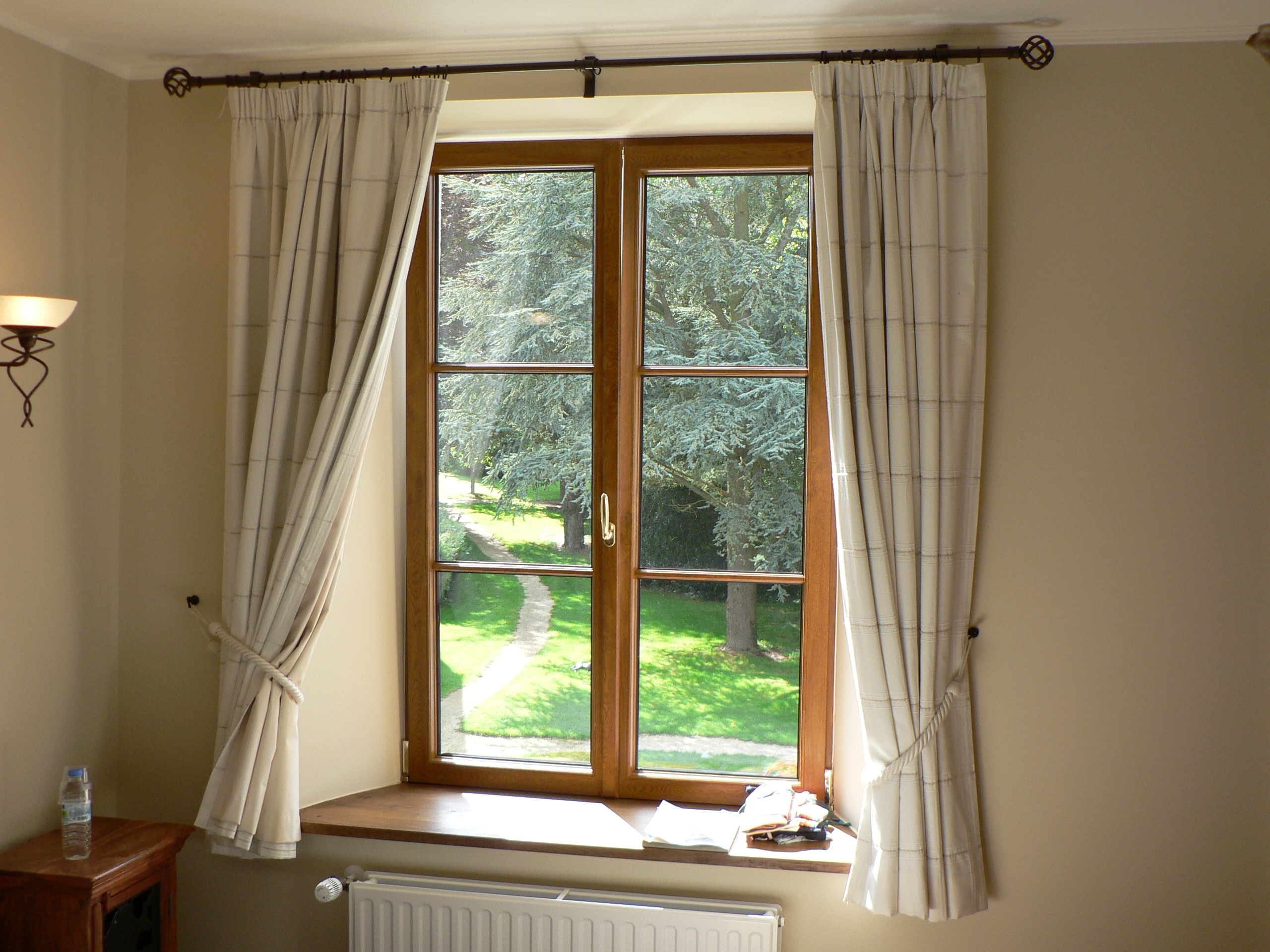
ستائر في فندق.

مع الزيادة في المنازل العائلية الفردية خلال القرن الماضي، شهدت صناعات الستارة والستائر نموا متزامنًا مع الطلب على منتجاتها. كما نمت المصالح التجارية خلال ذلك الوقت حيث حاولت العديد من الشركات توفير الستائر المنخفضة الثمن ذات الجودة الجيدة، لمؤسسات والفنادق والمشافي وغيرها.

## معرض الصور

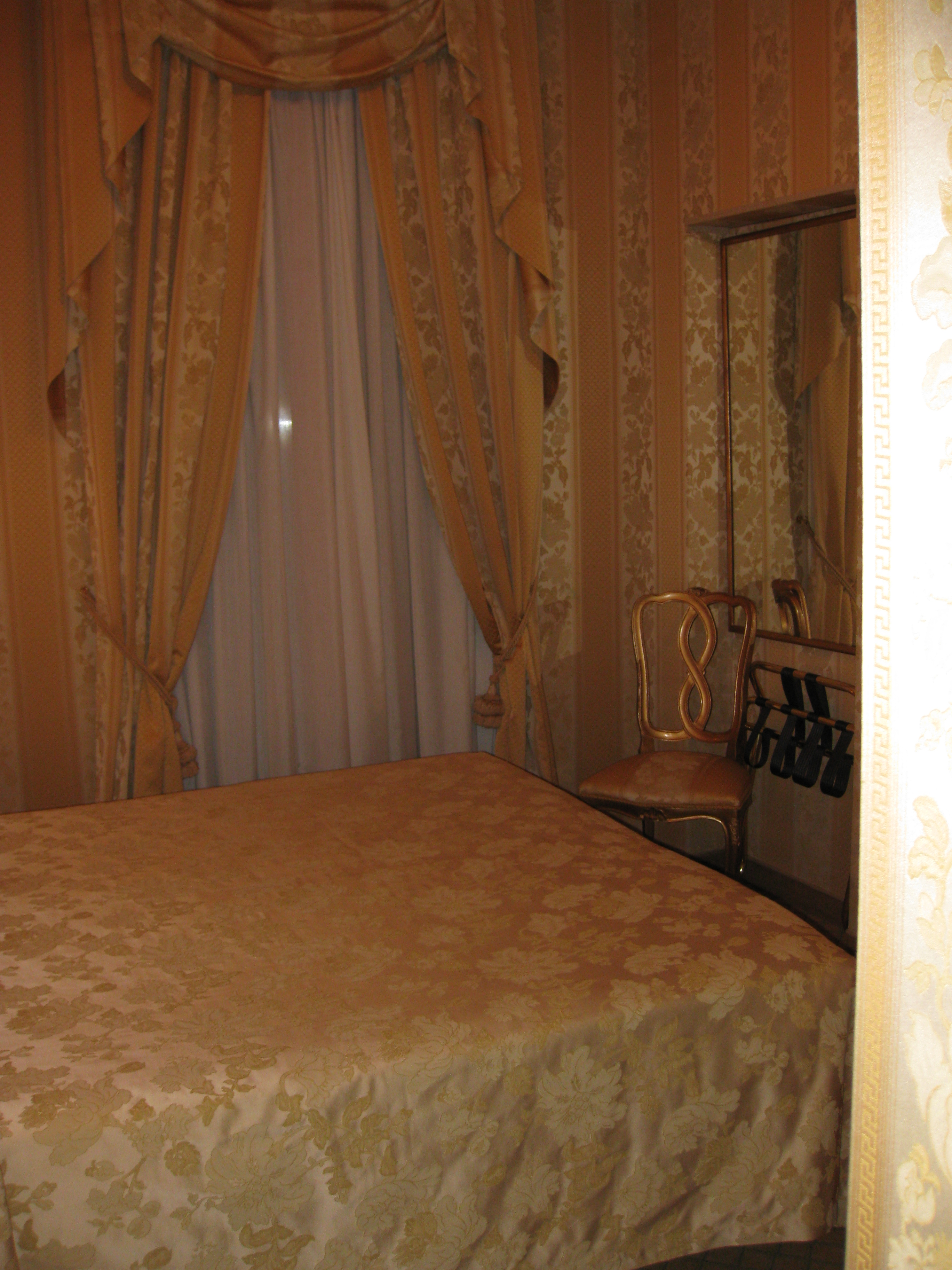
ستارة في غرفة نوم.
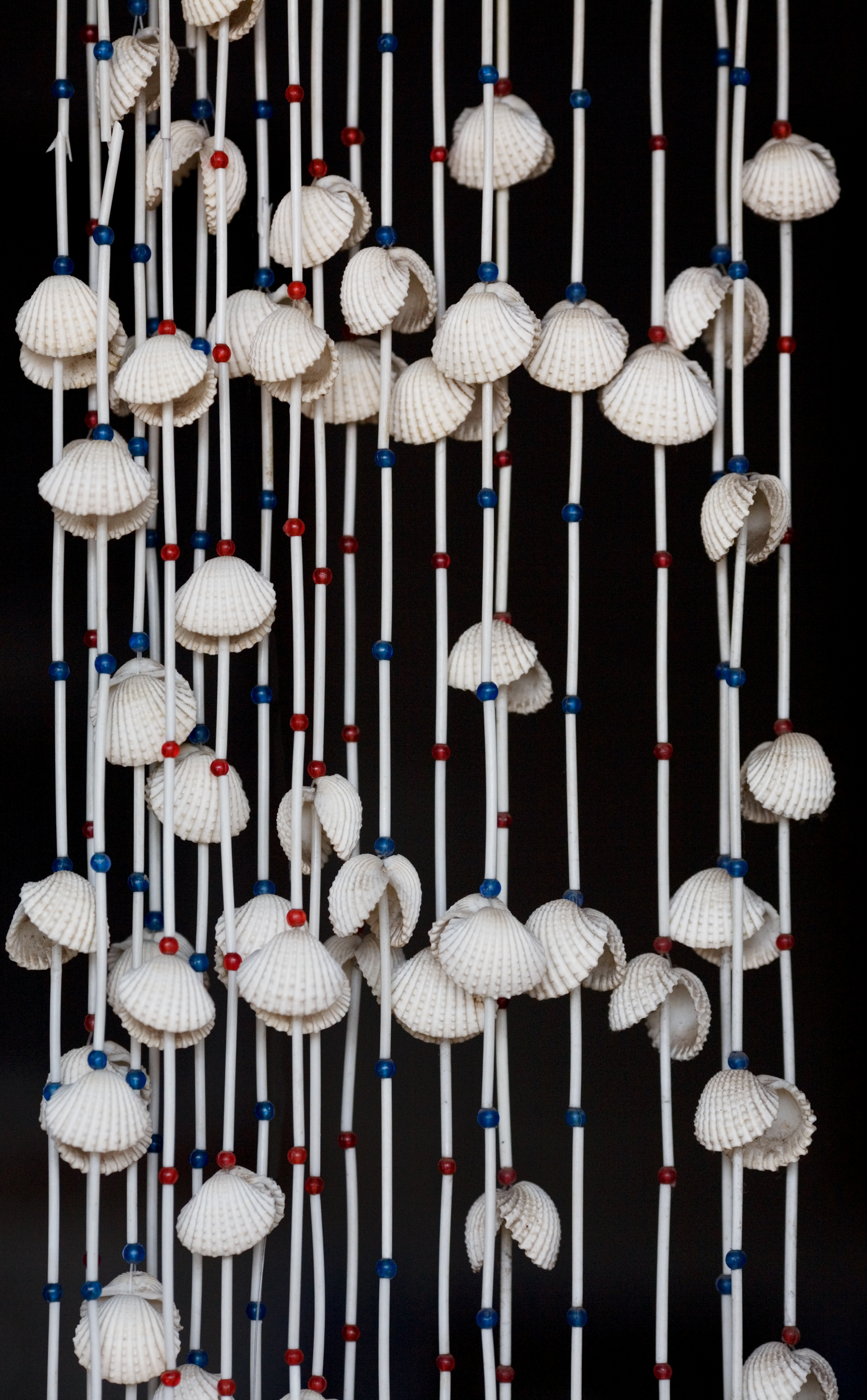
ستارة مصنوعة من الصدف.
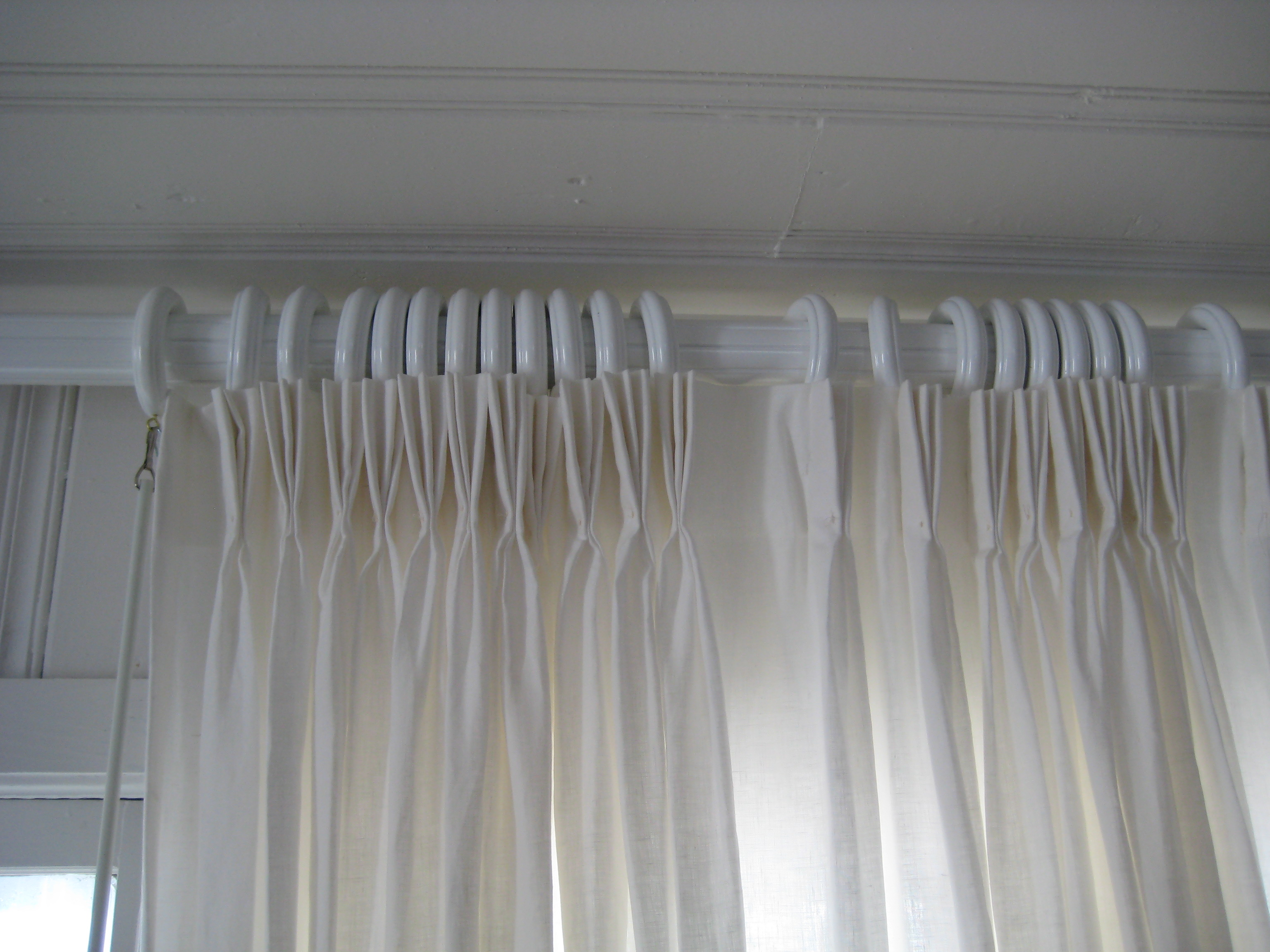
ستارة بيضاء.
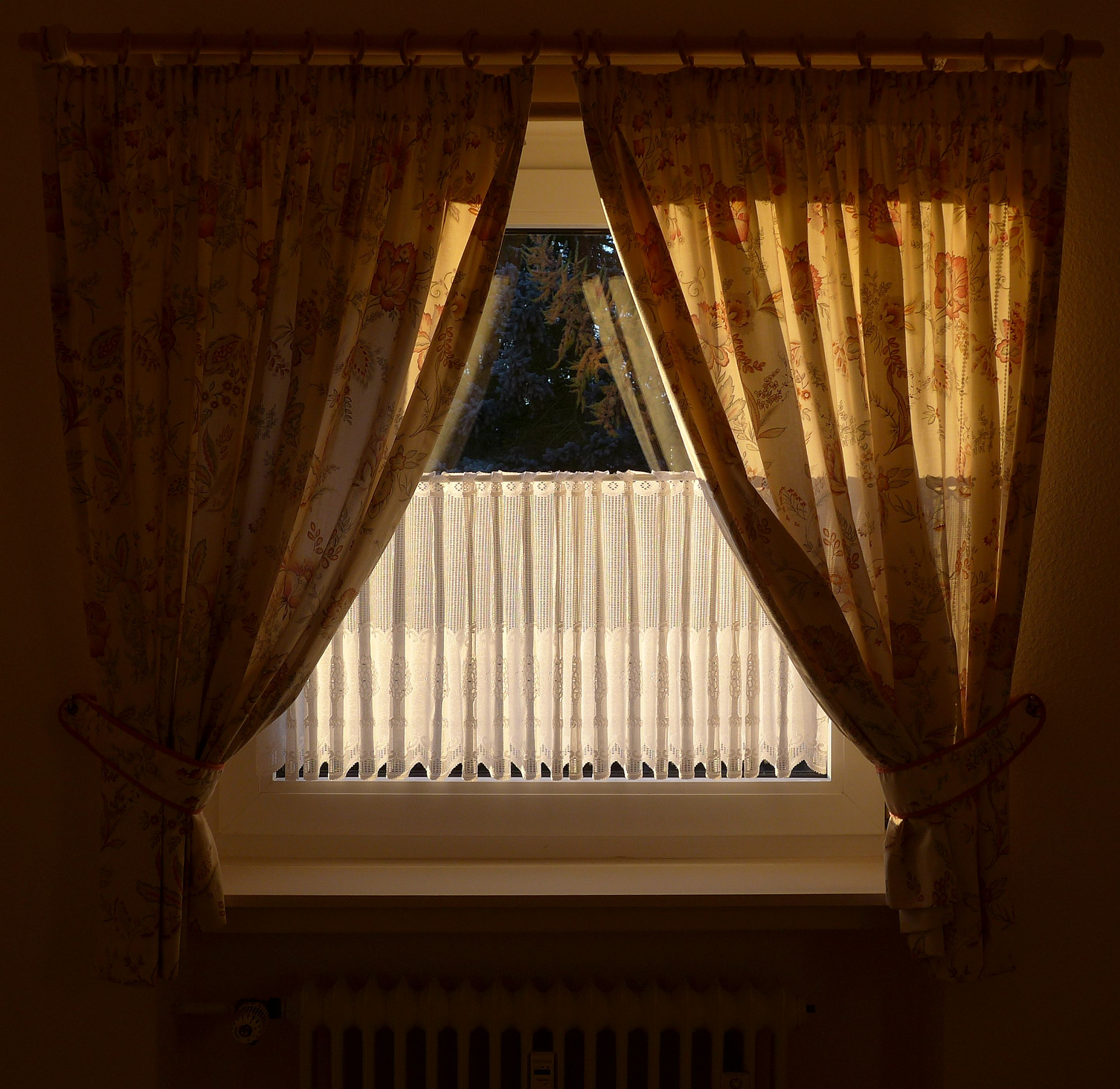
ستارة منزل.